# Jehnědí
Jehnědí är en ort i Tjeckien.   Den ligger i regionen Pardubice, i den östra delen av landet, 140 km öster om huvudstaden Prag. Jehnědí ligger 434 meter över havet och antalet invånare är 292.
Terrängen runt Jehnědí är platt åt sydväst, men åt nordost är den kuperad. Runt Jehnědí är det ganska tätbefolkat, med 65 invånare per kvadratkilometer. Närmaste större samhälle är Česká Třebová, 12,1 km sydost om Jehnědí. I omgivningarna runt Jehnědí växer i huvudsak blandskog.